# Dagmar Gramlich
Dagmar Gramlich (* 25. Juni 1974 in Buchen), Spitzname „Dagi“, ist eine ehemalige deutsche Fußballspielerin.

## Karriere

### Beginn
Gramlich, in Buchen geboren und in Hainstadt als jüngstes von sechs Geschwistern aufgewachsen, spielte als einziges Mädchen – gemeinsam mit ihrem Bruder Manfred – in der D-Juniorenmannschaft der ortsansässigen Sportvereinigung Fußball; das Interesse wurde durch Grundschullehrer Eugen Becker geweckt.
Da es seinerzeit untersagt war Mädchen in der C-Juniorenmannschaft mitspielen zu lassen, legte sie eine fußballerische Zwangspause ein und widmete sich in dieser vier Jahre währenden Phase verstärkt dem Tischtennissport des Vereins.

### Höhepunkt
Mit Einverständnis ihrer Eltern Fritz und Elfriede schloss sie sich 16-jährig dem SC Klinge Seckach an, für den sie ab der Saison 1990/91 in der Gruppe Süd der seinerzeit zweigleisigen Bundesliga in ihren ersten sieben Punktspielen zum Einsatz kam. Ihr Bundesligadebüt gab sie am 30. September 1990 (4. Spieltag) beim 1:1-Unentschieden im Heimspiel gegen den TuS Binzen. Ihr erstes von zwei Toren in 79 Punktspielen erzielte sie am 20. März 1994 (13. Spieltag) beim 3:1-Sieg im Auswärtsspiel gegen den SC 07 Bad Neuenahr.
Höhepunkt während ihrer Vereinszugehörigkeit war das Mitwirken im Finale um den Vereinspokal am 25. Mai 1996 im Olympiastadion Berlin, das ihre Mannschaft erreicht hatte. Vor 40.000 Zuschauern – als Vorspiel zum Männerfinale – wurde sie bei der 1:2-Niederlage gegen den FSV Frankfurt in der 84. Minute für Suheila Dikmen eingewechselt.

### Ende
Dem Höhepunkt von Berlin folgte bald ein Tiefpunkt im Vereinsleben, denn in der Saison 1997/98 drohte dem SC Klinge Seckach der Abstieg aus der Bundesliga. Um zu retten, was nicht mehr zu retten war, verpflichtete der damalige SC-Vorstand viele Spielerinnen aus Russland. Mit dem seinerzeit persönlich empfundenen Vertrauensentzug, zog sie sich in die zweite Mannschaft zurück, dachte bereits ans Aufhören und lehnte auch Abwerbeversuche von Steffi Jones vom FSV Frankfurt ab.
In Sorge um die Zukunft – mit einer zurückliegenden einjährigen Arbeitslosigkeit hatte sie auch eine persönliche Durststrecke zu überwinden – sagte sie Beate Schwarzbach vom FC Eichel zu und setzte bei dem Verein aus dem Wertheimer Ortsteil ihre fußballerische Karriere fort, zumal sie auch eine Anstellung in Wertheim fand. Von 1998 bis 2010 spielte sie für den Verein, mit dem sie drei Meistertitel gewann und in der Saison 2003/04 als Spielertrainerin fungierte.
Am Sonntag, den 27. Juni 2010, wurde ihr Karriereende mit einem Abschiedsspiel im Rahmen des Festwochenendes anlässlich des 30-jährigen Bestehen des Mädchenfußballs in Eichel begangen.

## Erfolge
- DFB-Pokal-Finalist 1996
- Meister Verbandsliga Baden 2000 und Aufstieg in die Oberliga Baden-Württemberg[3]
- Meister Bezirksoberliga Unterfranken 2004, 2008